# تورگوت جانسور
تورگوت جانسور (به ترکی استانبولی: Turgut Cansever) (۱۹۲۰ آنتالیا - ۲۲ فوریه ۲۰۰۹ استانبول) معمار ترک بود. وی در آکادمی هنرهای زیبای استانبول به تحصیل معماری پرداخت. جانسور شاگرد سداد حقی الدم بود. جانسور تنها معماری است که سه بار جایزهٔ معماری آقا خان را بدست آورده است.

## آثار مشهور
- موزه کارتپه، ۱۹۵۴-۱۹۶۱
- باشگاه آنادولو، ۱۹۵۹
- ساختمان انجمن تاریخ ترکیه، (به همراه ارتور ینر[۲]) ۱۹۶۶